# Озёрный (Гомельская область)
Озёрный (бел. Азёрны) — агрогородок в Юркевичском сельсовете Житковичского района Гомельской области Белоруссии.

## География

### Расположение
В 19 км на северо-запад от районного центра и железнодорожной станции Житковичи (на линии Лунинец — Калинковичи), 248 км от Гомеля.

## Гидрография
На востоке, севере и западе водоёмы рыбхоза.

## Транспортная сеть
Транспортные связи по просёлочной, затем автомобильной дороге Лунинец — Калинковичи. Планировка состоит из короткой улицы, ориентированной с юго-запада на северо-восток и застроенной деревянными хозяйственными постройками и жилыми домами.

## История
Начало посёлку положили несколько крестьянских усадьб, которые разместились здесь в 1920-х годах. В феврале 1943 года немецкие оккупанты полностью сожгли посёлок и убили 25 жителей. Центр опытного рыбного хозяйства «Белое». Действуют Дом культуры, библиотека, фельдшерско-акушерский пункт.
Название посёлка утверждено 21 января 1969 года Указом Президиума Верховного Совета БССР.

## Население

### Численность
- 2004 год — 90 хозяйств, 265 жителей.

### Динамика
- 1940 год — 28 дворов, 94 жителя.
- 2004 год — 90 хозяйств, 265 жителей.